# Theodor Uddén
Harald Theodor Uddén, född 14 november 1838 i Stockholm, död 9 oktober 1896 i Jönköpings Kristina församling, Jönköpings län, var en svensk målare, tecknare och teckningslärare. 
Han var son till handlaren Christian Ludvig Uddén och Sophie Julie Lindström. Uddén studerade vid konstakademien 1860–1863 och var från 1864 fram till sin död verksam som teckningslärare i Jönköping. Han medverkade i konstakademiens utställningar under 1860- och 1870-talen samt utställningar i Jönköping. Vid sidan av sitt arbete var en uppskattad tecknare och landskapsmålare. Flera av hans målningar och teckningar har återutgivits i böcker bland annat i Allhems landskapsbok för Dalsland 1959 och boken Jönköpings historia. Han utgav tre bilderböcker under 1880-talet bland annat Ordstäf med nya siluetter 1883. Uddén är begravd på Norra begravningsplatsen utanför Stockholm.